# Monte Wrangell
Il monte Wrangell (4.317 m s.l.m.) è un vulcano attivo degli Stati Uniti d'America, situata nello Stato dell'Alaska.
Si trova all'interno del Wrangell-St. Elias National Park and Preserve, e rappresenta una delle vette principali della catena montuosa dei monti Wrangell.
La sua ultima eruzione risale al 1999.